# أنخيل كابا
أنجيل ألبرتو كابا بولشي (مواليد 6 سبتمبر 1946) (بالإسبانية: Ángel Alberto Cappa Polchi)‏ لاعب ومدرب كرة قدم أرجنتيني.

## مسيرته
لعب كابا مع نادي أوليمبو في الستينيات والسبعينيات.
بعد تقاعده من اللعب، تولى كابا التدريب. عمل كمساعد مدرب لسيزار لويس مينوتي في نادي برشلونة (1983-1984)، وبنيارول (1990-1991) وبوكا جونيورز (1986-1987). أول مهمة له كمدرب كانت مع نادي بانفيلد في القسم الثاني الأرجنتيني خلال موسم 1985-1986. واحتل بانفيلد الوصافة. عاد للعمل كمساعد لمينوتي في موسم 1990-1991 مع نادي بنيارول. ثم عمل كمساعد لخورخي فالدانو في نادي تينيريفي (1992-1994)، ثم ريال مدريد (1994-1996)، قبل أن يعود للعمل كمدرب رئيسي مرة أخرى.
درّب كابا العديد من الأندية في مختلف البلدان، من بينها لاس بالماس وتينيريفي في إسبانيا، وراسينغ في الأرجنتين، وأتلانتي إف سي في المكسيك، ويونيفرسيتاريو في بيرو، وماميلودي صن داونز في جنوب إفريقيا.

## روابط خارجية
- أنخيل كابا على موقع قاعدة بيانات كرة القدم.إي يو (الإنجليزية)